# Democrata FC
Der Democrata Futebol Clube, in der Regel  Democrata de Sete Lagoas, Democrata-SL oder nur kurz Democrata genannt, ist ein 1914 gegründeter brasilianischer Fußballverein aus Sete Lagoas im Bundesstaat Minas Gerais.
1989 nahm der Klub an der Divisão Especial 1989 teil, der zwölften Spielzeit der zweiten Fußballliga Brasiliens. Im Gegensatz zum Vorjahr war die Liga von 24 auf 96 Teilnehmer aufgestockt worden. Die beiden Finalisten qualifizierten sich für die erste Liga 1990. Die Plätze drei bis 22 erhielten eine Startberechtigung für die zweite Liga 1990. Democrata belegte den 43. Platz.
Aktuell spielt der Verein in der vierten brasilianischen Liga, der Série D, sowie im Módulo II der Staatsmeisterschaft von Minas Gerais.

## Erfolge
- Staatsmeisterschaft von Minas Gerais Vizemeister: 1955, 1957, 1963

- Staatsmeisterschaft von Minas Gerais – Módulo II Sieger: 1981, 2022

- Torneio Início de Minas Gerais: 2006

## Stadion
Der Verein trägt seine Heimspiele im Estádio Joaquim Henrique Nogueira, auch bekannt als Arena do Jacaré, in Sete Lagoas aus. Das Stadion hat ein Fassungsvermögen von 20.500 Personen.

## Trainer
Stand: 23. November 2024
| Trainer                    | Nation    | von            | bis              |
| -------------------------- | --------- | -------------- | ---------------- |
| Paulinho Guará             | Brasilien | 1. Januar 2023 | 27. Februar 2023 |
| Wallace Lemos              | Brasilien | 1. März 2023   | 4. April 2023    |
| Toninho Pesso              | Brasilien | 22. April 2024 | 26. Juni 2024    |
| Rafael Rodrigues da Silva  |           | 26. Juni 2024  |                  |
| Leandro Aparecido Da Silva | Brasilien | 5. Juli 2024   |                  |